# Ана Бекута
Ана Бекута (серб. Ана Бекута), настоящее имя Нада Полич (серб. Нада Полић, родилась 6 сентября 1959 в Прибойской-Бане) — сербская певица, исполнительница в жанрах сербской народной музыки и поп-фолка.

## Биография
Родилась в Прибое, где окончила гимназию. Свой псевдоним взяла в 1985 году по совету Предрага «Вукаса» Вуковича, поскольку на югославской эстраде было очень много исполнительниц народной музыки с именем Нада (Нада Топчагич, Нада Мамула, Нада Кнежевич, Нада Обрич).
В 1985 году Ана Бекута выпустила свой дебютный альбом с лейбла ПГП-РТБ под названием «Ти си мене варао» (серб. Ты мне изменил), всего выпустила 16 альбомов. Проживает в Белграде. Самым известными песнями в её карьере стали «Ја нисам рођена да живим сама» (серб. Я родилась не для того, чтобы жить одной), «Ти ми требаш» (серб. Ты меня хочешь), «Рано моја» (серб. Начало моё), «Стани, стани зоро» (серб. Вставай, вставай, заря), «Туго моја црноока» (серб. Печаль моя черноглазая), «Остављена ја» (серб. Я осталась), «Бекрија» (серб. Пьяница), «Имам један живот» (серб. У меня одна жизнь), «Весељак» (серб. Спортсмен), «Не жалим ја» (серб. Мне не жаль), «Питаш како живим» (серб. Ты спрашиваешь, как я живу), «А и ти ме изневери» (серб. А ты меня предал), «Олуја» (серб. Буря), «Краљ поноћи» (серб. Король полуночи), «Златиборске зоре» (серб. Златиборские зори), «Све сам стекла сама» (серб. Я всего добилась сама), «Крив си само ти» (серб. Винишь только себя), «Успомене (Сваке ноћи сањам твоје очи)» (серб. Воспоминания (Каждую ночь мне снятся твои глаза)), «Не живим сама» (серб. Я не живу одна), «Маните се, људи» (серб. Забудьте, люди), «Црвен конац» (серб. Красная нить), «Бројаница» (серб. Брояница), «С тобом бар знам где је дно» (серб. С тобой я хотя бы знаю, где дно).
С 2012 года Ана Бекута встречалась с Милутином Мрконичем, бывшим министром транспорта Сербии.

## Дискография
- Ти си мене варао (1985)
- Ти ми требаш (1986)
- Само ти (1987)
- Увек постоји нада (1988)
- Стани, стани зоро (1989)
- Ту сам руку да ти пружим (1991)
- Питаш како живим (1993)
- Тај живот мој (1995)
- Јасу Србијо / Γεια Σου Σερβια (1995)
- Опет имам разлог да живим (1996)
- Све је боље од самоће (1998)
- Крив си само ти (1999)
- Свирајте ми ону песму (2001)
- Две сузе (2003)
- Бројаница (2005)
- Маните се, људи (2006)
- Благо мени (2010)
- Хвала, Љубави! (2013)

## Фестивали
- 1985: Хит парада — Ја нисам рођена да живим сама
- 1986: Хит парада — Ти ми требаш
- 1988: Вогошћа, Сарајево — Волим га, мајко волим
- 1989: МЕСАМ — Рано моја (победительница)
- 1990: Вогошћа, Сарајево — Моје чежње, моје наде
- 1991: МЕСАМ — Туго моја црноока
- 1991: Валандово — Стариот џумбуслија
- 2006: Валандово — Лудува месечина
- 2008: Гранд фестивал — Ничија